# Styx (album)
Styx je debutové hudební album od americké skupiny Styx. Bylo původně vydáno v roce 1972 na značce Wooden Nickel Records. Znovuvydáno bylo v roce 1980 pod titulem Styx I s novým obalem. Koncem roku 2012 bylo znovu vydáno na CD jako zdigitalizovaná nahrávka společně s alby Styx II (1973), The Serpent Is Rising (1973) a Man of Miracles (1974).

## Obsazení

### Styx
- Dennis DeYoung – zpěv, klávesy
- James Young – zpěv, kytara
- John Curulewski – zpěv, kytara
- Chuck Panozzo – baskytara
- John Panozzo – bicí

## Žebříčky
Singles - Billboard (USA)
| Rok  | Singl        | Žebříček    | Umístění |
| ---- | ------------ | ----------- | -------- |
| 1972 | "Best Thing" | Pop Singles | 82       |